# Huaxiagnathus
Huaxiagnathus là một chi khủng long sống vào cuối kỷ Phấn trắng tại Trung Quốc. Tên Huaxiagnathus có nguồn gốc từ tiếng Trung Quốc (华夏, Hua Xia, Hán Việt:Hoa Hạ), một tên truyền thống của "Trung Quốc", và từ tiếng Hy Lạp gnathos, có nghĩa là "hàm".